# Budimir Janošević
Budimir Janošević (Serbian Cyrillic: Будимир Јаношевић, phát âm tiếng Serbia: [budimir janǒːʃeʋitɕ]; sinh ngày 21 tháng 10 năm 1989) là một cầu thủ bóng đá người Serbia thi đấu ở vị trí thủ môn cho AIK ở giải vô địch Thụy Điển Allsvenskan.
Lần ra sân duy nhất của anh cho đội tuyển U-21 quốc gia Serbia là vào ngày 18 tháng 11 năm 2009 trong trận giao hữu trước U-21 Đan Mạch.